# 青い夏まで待てない
『青い夏まで待てない』（あおいなつまでまてない）は、Qunchõの楽曲・シングル。規格品番：BMDR-1008。1993年7月21日にBMGルームス/D.O.G. HOUSEから発売された。

## 内容
唯一単独でリリースした本作はキリンビール「日本ブレンド」CMソングで、ゲストボーカルに宇徳敬子を迎えた。
カップリング「For You & Me」は1枚目のアルバム『Equator』収録曲「FOR ME & YOU」のリメイク。

## 収録曲
1. 青い夏まで待てない
作詞：魚住勉　作曲・編曲：馬飼野康二
2. For You & Me
作詞：丸山倫児　作曲：Qunchõ　編曲：葉山たけし
3. 青い夏まで待てない(inst.)

## 参加ミュージシャン
- 宇徳敬子 - ゲスト・ボーカル
- 吉川忠英 - ウクレレ
- 小林潔 - ギター
- 馬飼野康二 - プログラミング
- 葉山たけし - ギター